# Ludovic al III-lea, Mare Duce de Hesse
Ludovic al III-lea (9 iunie 1806 – 13 iunie 1877), a fost al treilea Mare Duce de Hesse și de Rin, și a domnit din 1848 până la moartea sa. A fost succedat de nepotul său, Ludovic al IV-lea, Mare Duce de Hesse.